# Sobór Wniebowstąpienia Pańskiego w Ałagirze
Sobór Wniebowstąpienia Pańskiego – prawosławny sobór w Ałagirze.
Budowa świątyni trwała w latach 1851–1853. Cerkiew powstała przy kolonii pracowników kopalni srebra i cynku, która dała początek miastu Ałagir. Gotowy obiekt poświęcił 22 października 1853 egzarcha Gruzji arcybiskup kartliński i kachetyński Izydor. Świątynię zaprojektował Grigorij Gagarin, ten sam autor wykonał we wnętrzu soboru pierwsze freski. W latach 1888–1890 prace przy dekoracji malarskiej wnętrza dokończył poeta i malarz osetyński Kosta Chetagurow.
Sobór został zamknięty w 1927, zaś trzy lata później – zaadaptowany na muzeum. Rosyjski Kościół Prawosławny odzyskał obiekt w 1989, w tym samym roku został on przywrócony do użytku liturgicznego.